# 726. pehotni polk (Wehrmacht)
Za druge 726. polke glejte 726. polk.
726. pehotni polk (izvirno nemško Infanterie-Regiment 726) je bil eden izmed pehotnih polkov v sestavi redne nemške kopenske vojske med drugo svetovno vojno.

## Zgodovina
Polk je bil ustanovljen 1. maja 1941 kot polk 15. vala na področju WK VI iz delov 166. divizije za potrebe zasedbenih nalog v Franciji; polk je bil dodeljen 716. pehotni diviziji.
15. oktobra 1942 je bil polk preimenovan v 726. grenadirski polk.